# Walter Espinoza (investigador)
Walter Efrén Espinoza (Heredia, 31 de enero de 1968-2 de noviembre de 2022) fue un abogado costarricense que trabajó como investigador, fiscal y director general del Organismo de Investigación Judicial (OIJ) desde el año 2015 y hasta la fecha de su muerte.
Hijo de Walter Espinoza y de María Virginia Espinoza, obtuvo su licenciatura en Derecho y Notariado Público en el año 1991 con la Universidad de Costa Rica y su posgrado en administración de justicia penal en el año 2000 con la Universidad Nacional de Costa Rica.
Espinoza acumuló experiencia en el área de investigación y resolución de asuntos penales, particularmente en el ámbito de la delincuencia organizada, tráfico de drogas, lavado de dinero, trata de personas, robo de vehículos y otros.
Fungió como fiscal adjunto de crimen organizado hasta que fue electo por los magistrados de la Corte Suprema de Justicia de Costa Rica como director del OIJ el 23 de noviembre de 2015, iniciando labores el 1 de diciembre de ese mismo año.
Espinoza se convirtió en el primer fiscal de la República elegido como director general del OIJ. En septiembre de 2018 postuló su nombre ante la Asamblea Legislativa para ocupar un cargo de magistrado de la Sala de Casación Penal de la Corte Suprema de Justicia, sin embargo no resultó electo.
Walter Espinoza falleció el 2 de noviembre de 2022 a causa de un paro cardiorrespiratorio en su casa de habitación.